# Alberto Bernardes Costa
Alberto Bernardes Costa (* 16. August 1947 in Évora de Alcobaça) ist ein portugiesischer Jurist und Politiker der Sozialistischen Partei (PS). Seit 2005 ist er Leiter des portugiesischen Justizministeriums.

## Leben
Bernardes Costa schloss seine Schulausbildung in Leiria ab und studierte darauf Jura an der Juristischen Fakultät der Universität Lissabon; sein Studium schloss er mit der üblichen Lizenziatur (Licenciatura) ab. In Leiria absolvierte er sein Referendariat und begann kurz darauf dort mit seiner Arbeit als Jurist.
1969 kandidierte er für die Demokratischen Opposition (Oposição Democrática) im Wahlkreis Leiria. Die PIDE, die portugiesische Geheimpolizei, unterband jedoch seine Kandidur und verhaftete Costa kurz darauf. Infolge der Verhaftung und des Ausschlusses von allen Universitäten, gestand ihm Frankreich zwischen 1973 und 1974 den Status eines politischen Flüchtlings an.
Nach der Nelkenrevolution 1974 und der beginnenden Demokratisierung Portugals konnte Costa wieder als Anwalt arbeiten. Nebenher war er auch in der portugiesischen Anwaltskammer und anderen Verwaltungsbereichen mit juristischen Bezügen tätig. Er dozierte außerdem an der Universität Lissabon, an der Technischen Universität Lissabon und am Lissaboner Institut für angewandte Psychologie (ISPA).
Seit 1991 ist Alberto Bernardes Costa Mitglied des portugiesischen Parlamentes (Assembleia da República). In seiner Zeit als Abgeordneter fungierte er bereits als Präsident des Europaausschusses, als Vize-Fraktionsvorsitzender der Sozialistischen Partei und als portugiesischer Vertreter in der Nordatlantischen Versammlung. Nach den Parlamentswahlen 1995 berief der Wahlsieger und designierte Premierminister António Guterres Bernardes Costa als Innenminister, das Amt hatte er bis 1997 inne. Darauf wechselte er kurzzeitig (1997–1998) in den Vorstand der staatlichen Petróleos de Portugal – Petrogal, SA. Danach war er unter anderem Mitglied des Europäischen Konvents, der eine Europäische Verfassung ausarbeitete, und vertrat dabei die portugiesischen Interessen. 2004 war er für das Wahlprogramm der Sozialistischen Partei für die Europawahl zuständig.
Nach den Parlamentswahlen 2005, bei der die Sozialisten eine absolute Mehrheit errangen, berief ihn der Premierminister José Sócrates als neuen Justizminister. In seiner bisherigen Amtszeit sah Costa vor allem die Restrukturierung des Gerichtswesens (Reforma do Mapa Judiciário) in Portugal als sein größtes Ziel an; sie umfasst unter anderem eine Aufgabenkonzentration, Schließung einiger Gerichte und Zusammenlegung von Gerichtsbezirken. Seit seinem Amtsantritt sind jedoch auch mehrere schwerwiegende Justizverfahren anhängig, unter anderem der Fußballkorruptionsskandal „Goldene Pfeife“ (Apito dourado) und der Missbrauchsskandal im Portuenser Waisenhaus Casa Pia.
Alberto Bernardes Costa ist verheiratet und hat drei Kinder.